# Mount Malaspina
Mount Malaspina är ett berg i Kanada.   Det ligger i territoriet Yukon, i den västra delen av landet, 4 400 km väster om huvudstaden Ottawa. Toppen på Mount Malaspina är 2 895 meter över havet.
Terrängen runt Mount Malaspina är huvudsakligen bergig, men norrut är den kuperad. Mount Malaspina ligger uppe på en höjd som går i öst-västlig riktning. Trakten runt Mount Malaspina är nära nog obefolkad, med mindre än två invånare per kvadratkilometer.. Det finns inga samhällen i närheten. 
Trakten runt Mount Malaspina är permanent täckt av is och snö. Polarklimat råder i trakten. 